# 輸送艇1号
輸送艇1号（ゆそうてい いちごう、ローマ字: JS LC No.1, LC-2001）は、海上自衛隊の輸送艇（LCU）。輸送艇1号型の1番艇。
本記事は、本艦の艦歴について主に取り扱っているため、性能や装備等の概要については輸送艇1号型を参照されたい。

## 艦歴
「輸送艇1号」は、61中期防に基づく昭和61年度計画輸送艇2001号艇として、佐世保重工業で1987年5月11日に起工され、1987年10月9日に進水、1988年3月17日に就役し、佐世保地方隊に編入された。
2017年4月3日、地方隊の部隊改編により、佐世保地方隊直轄から佐世保警備隊隷下に編成替えされた。
同年9月4日、平成29年度長崎県原子力防災訓練の広域避難訓練に参加。芦辺港から博多港への海路避難を想定し実施したが、実際に博多港まで向かうには時間を要するため、避難者役の人員を乗せ壱岐沖合いまで航行を実施することで訓練を行った。
2021年11月19日、令和3年度自衛隊統合演習（実動演習）において、石垣島の石垣港へ車両を輸送する訓練を実施。陸上自衛隊の3 1/2tトラック1台を輸送した。車両は同日15時30分から約30分かけて運び込まれた。参加した自衛隊員は30人程度。その後車両を再搭載し、17時20分ごろ与那国島に向けて出港した。民間港を利用した同演習は、これが沖縄県内初であった。
2022年4月7日、除籍。総航程は、約167,116 NMで地球約7.7周分に達した。

### 歴代艇長
| 代 | 氏名     | 在任期間 | 前職 | 後職 | 備考    |
| -- | -------- | -------- | ---- | ---- | ------- |
|    | 岩村孝明 |          |      |      | 1等海尉 |

## ギャラリー

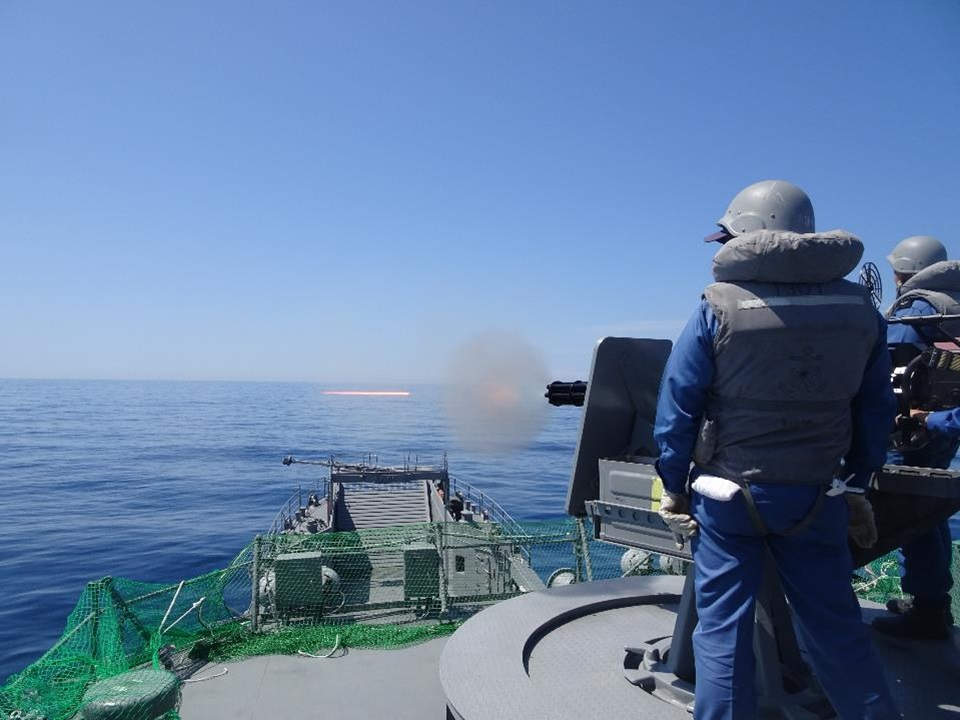
JM61-M 20mm機関砲の射撃訓練
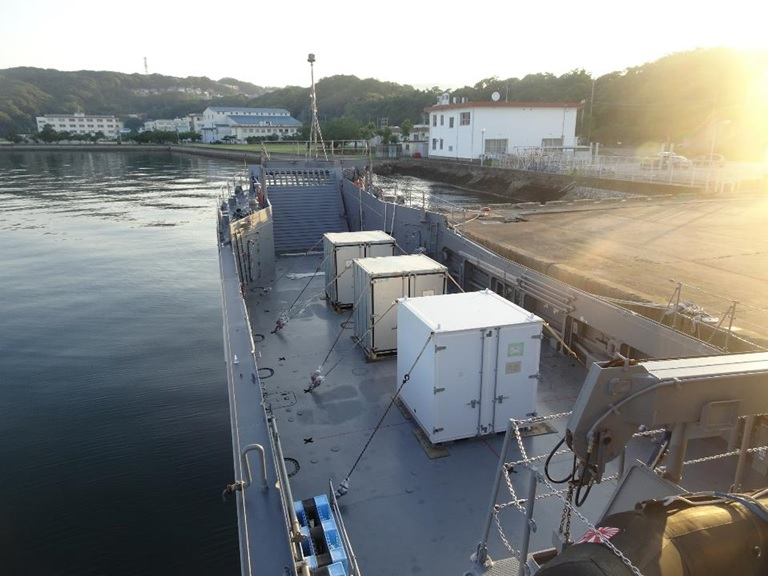
コンテナ輸送
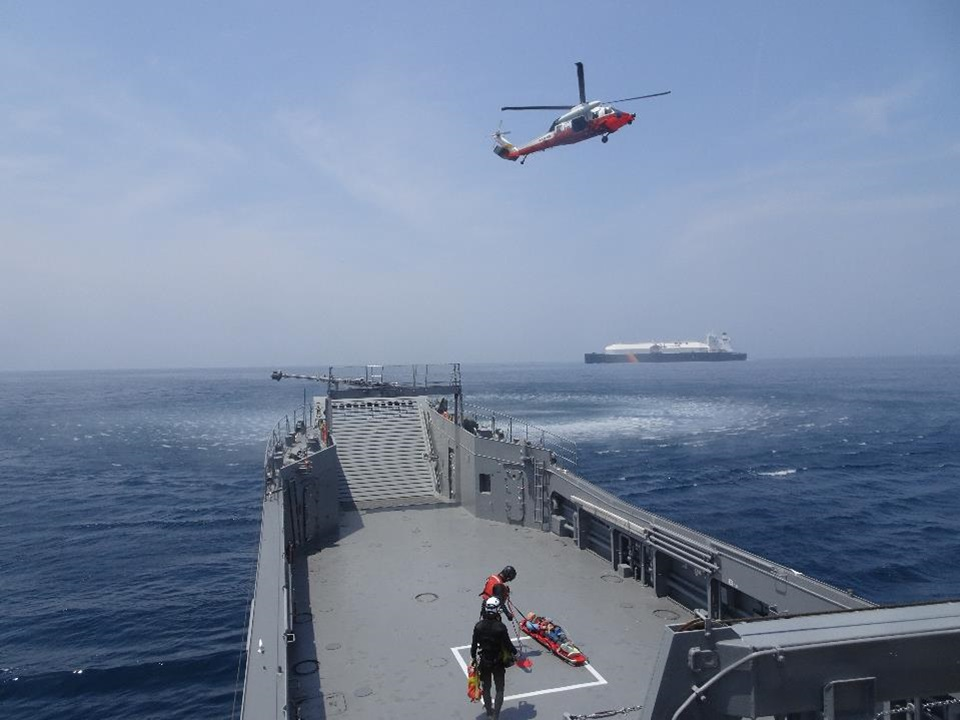
海上自衛隊救難機UH-60Jとの航空救難訓練
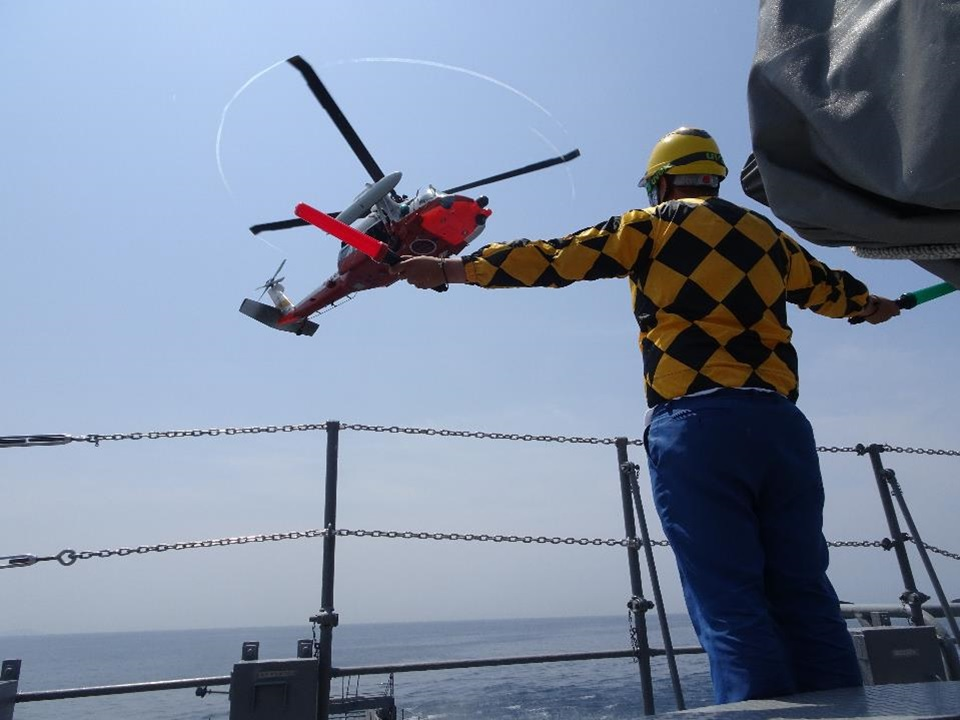
航空救難訓練において、UH-60Jを誘導するシグナルマン
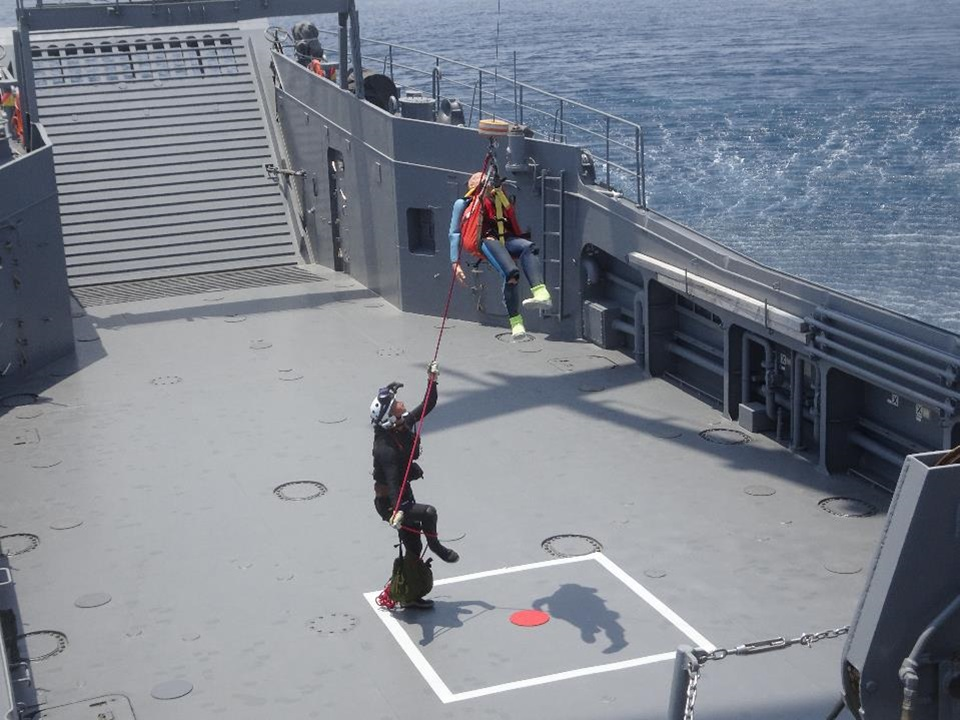
航空救難訓練において、ホイスト収容を実施する様子
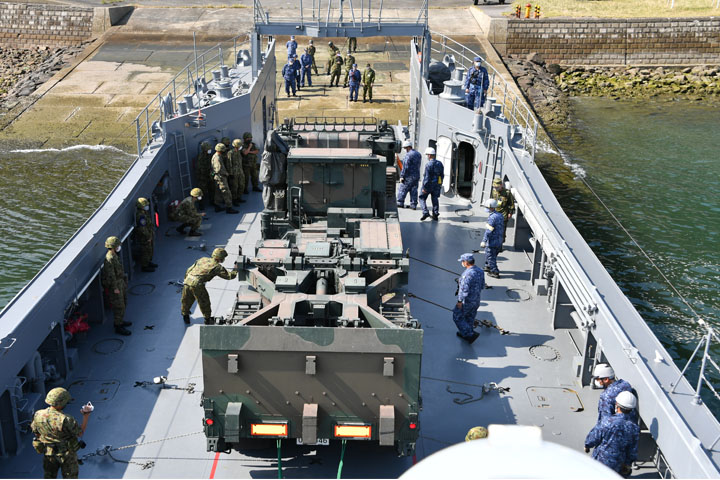
陸上自衛隊03式中距離地対空誘導弾（発射装置車）の輸送
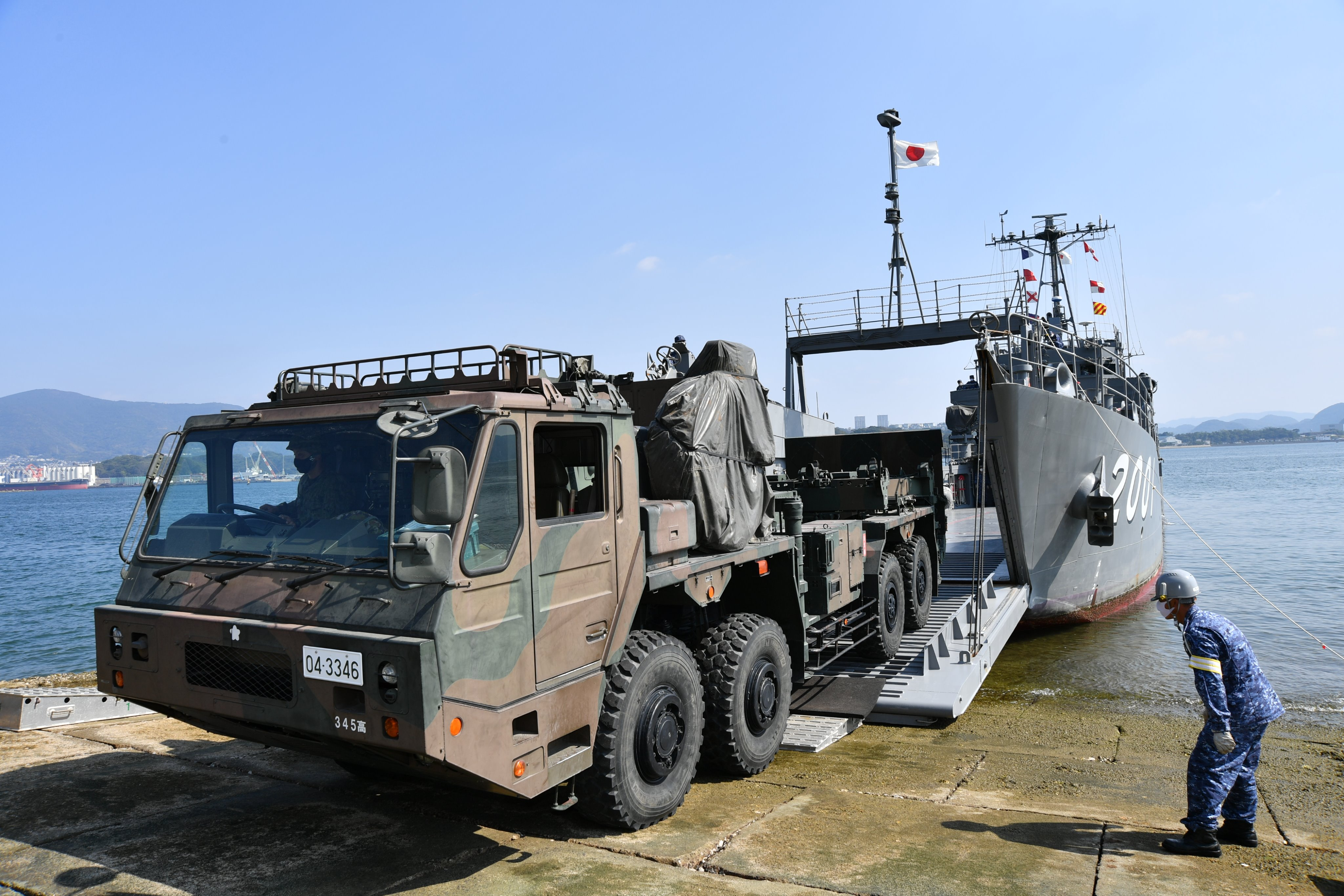
03式中距離地対空誘導弾（発射装置車）の揚陸
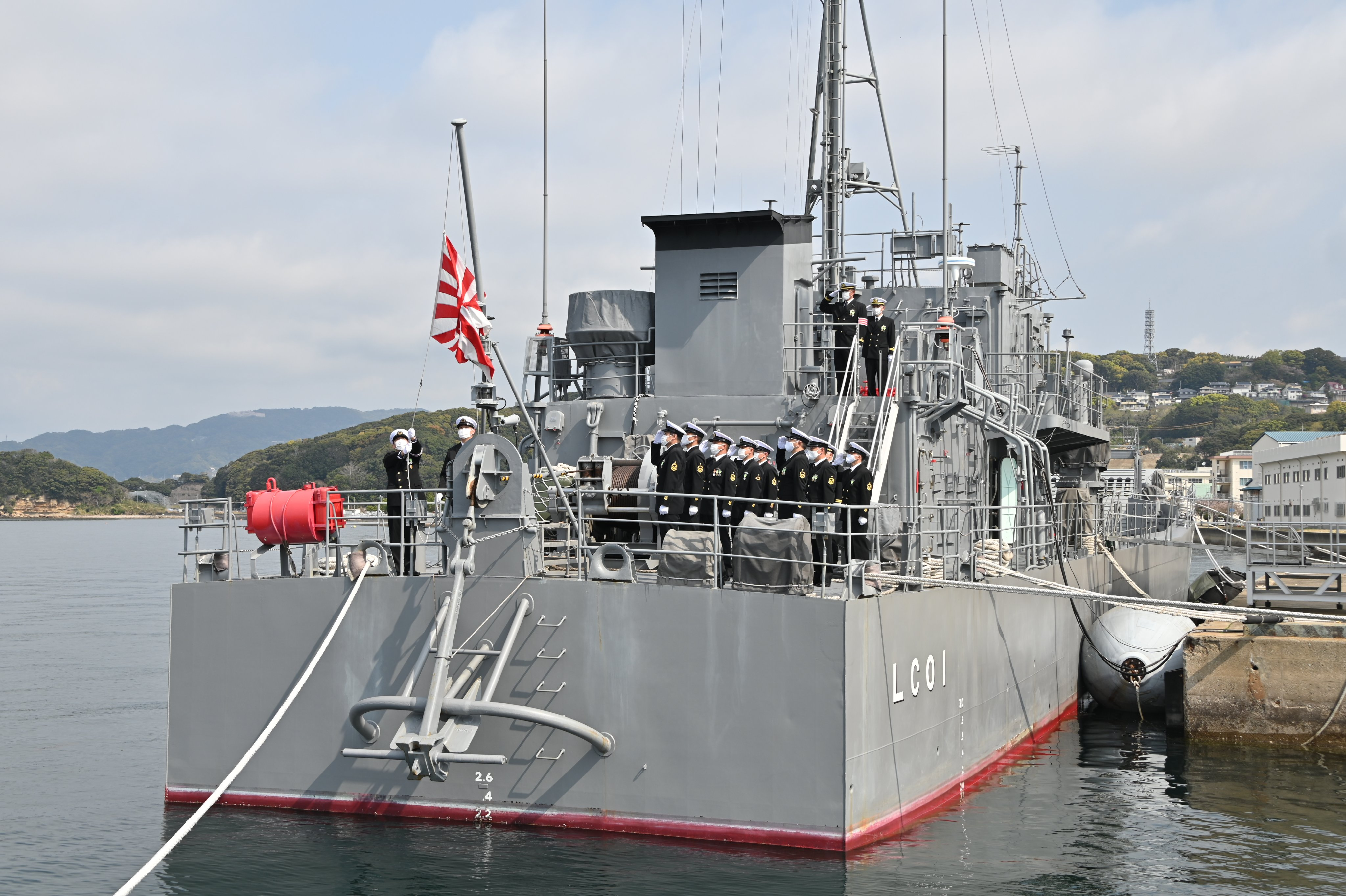
除籍式典における自衛艦旗降下
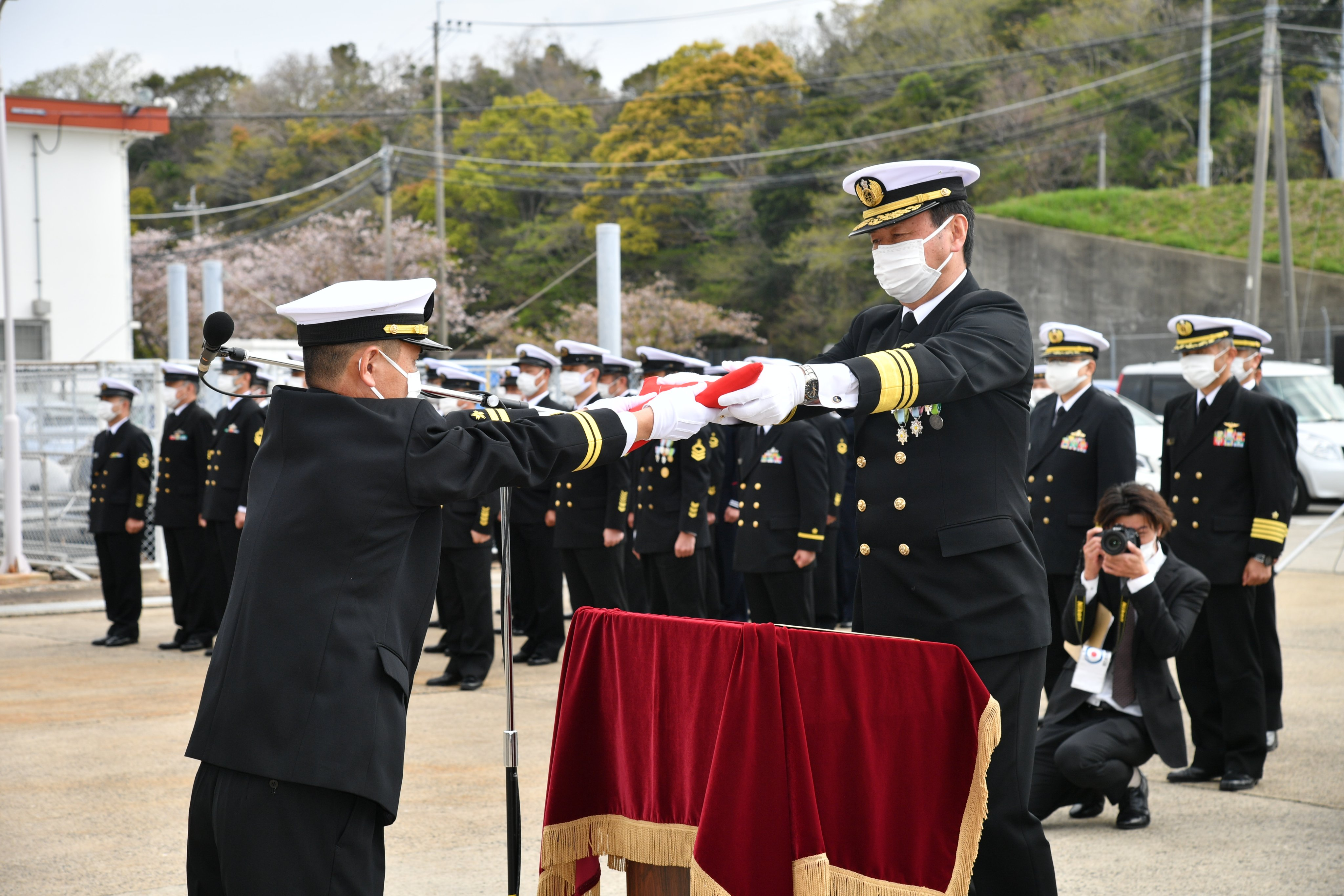
佐世保地方総監に対し、自衛艦旗を返納する艇長
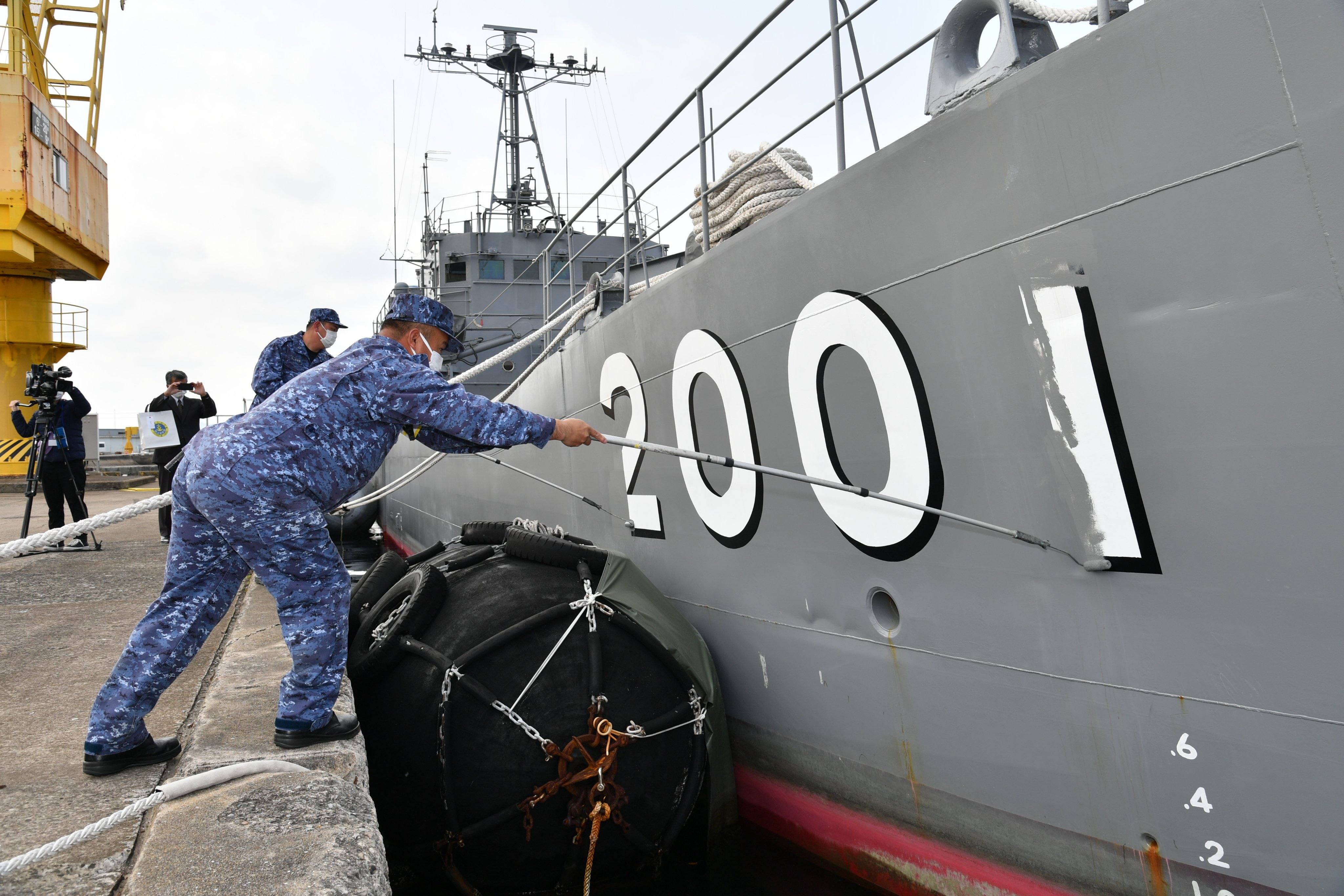
除籍後の艦番号塗りつぶし作業